# Прапор Німеччини
Державний прапор Німеччини — офіційний державний символ Німеччини з 1949 року. Державний прапор — прямокутне полотнище з трьох рівновеликих горизонтальних смуг: верхньої — чорної, середньої — червоної і нижньої — золотого кольору. Відношення ширини прапора до його довжини 3:5.

## Конструкція прапора
|                     |
| Конструкція прапора |

## Історичні прапори

Прапор Священної Римської імперії (1400-1806)
Прапор Німецького союзу (1815–1866)
Прапор Північнонімецького союзу (1867–1871)
Прапор Німецької імперії (1871-1918)
Прапор Веймарської республіки (1919-1933)

### Пруссія 1525—1945

Прапор Прусського герцогства (1525–1701)
Прапор Бранденбург-Пруссії (1618–1701)
Прапор Королівської Пруссії (1466–1772)
Прапор Прусського королівства (1701–1918)
Прапор Вільної держави Пруссії (1918–1933)
Прапор Вільної держави Пруссії (1933-1945)

### Націонал-соціалістична Німеччина 1933—1945

Прапор націонал-соціалістичної Німеччини (1933—1935)
Прапор націонал-соціалістичної Німеччини (1935—1945)
Державний воєнний прапор Німеччини (1933—1935)
Державний воєнний прапор Німеччини (1935—1938)
Державний воєнний прапор Німеччини (1938—1945)
Прапор Нової Швабії (1939—1945)

### Післявоєнна Німеччина 1945—1949

Вимпел судів зон окупації (1946-1951)
Проєкт Йозефа і Ернста Вірмерів

Після Другої світової війни державне існування Німеччини було припинено, окупаційна влада Об'єднаних Націй заборонили всі види німецьких прапорів і окупаційні зони залишилися без прапора.
Як прапор на суднах і катерах окупаційних зон в 1946—1951 рр. використовували прапор «Чарлі» міжнародного зводу сигналів, але з двома косицями.
Незадовго до формального утворення ФРН в 1949 р проводився конкурс на новий прапор Німеччини. Серед проєктів основним конкурентом традиційного чорно-червоно-золотого прапора був проєкт страченого нацистами діяча Опору Й. Вірмера (запропонований на конкурс його братом Ернстом), котрий використовував ті ж кольори, але з дизайном, традиційним для скандинавських країн.